# Vicq-sur-Gartempe
Vicq-sur-Gartempe is een gemeente in het Franse departement Vienne (regio Nouvelle-Aquitaine) en telt 715 inwoners (1999). De plaats maakt deel uit van het arrondissement Châtellerault.

## Geografie
De oppervlakte van Vicq-sur-Gartempe bedraagt 33,4 km², de bevolkingsdichtheid is 21,4 inwoners per km².
De onderstaande kaart toont de ligging van Vicq-sur-Gartempe met de belangrijkste infrastructuur en aangrenzende gemeenten.

## Demografie
Onderstaande figuur toont het verloop van het inwonertal (bron: INSEE-tellingen).